# Patrocínio na Roma Antiga

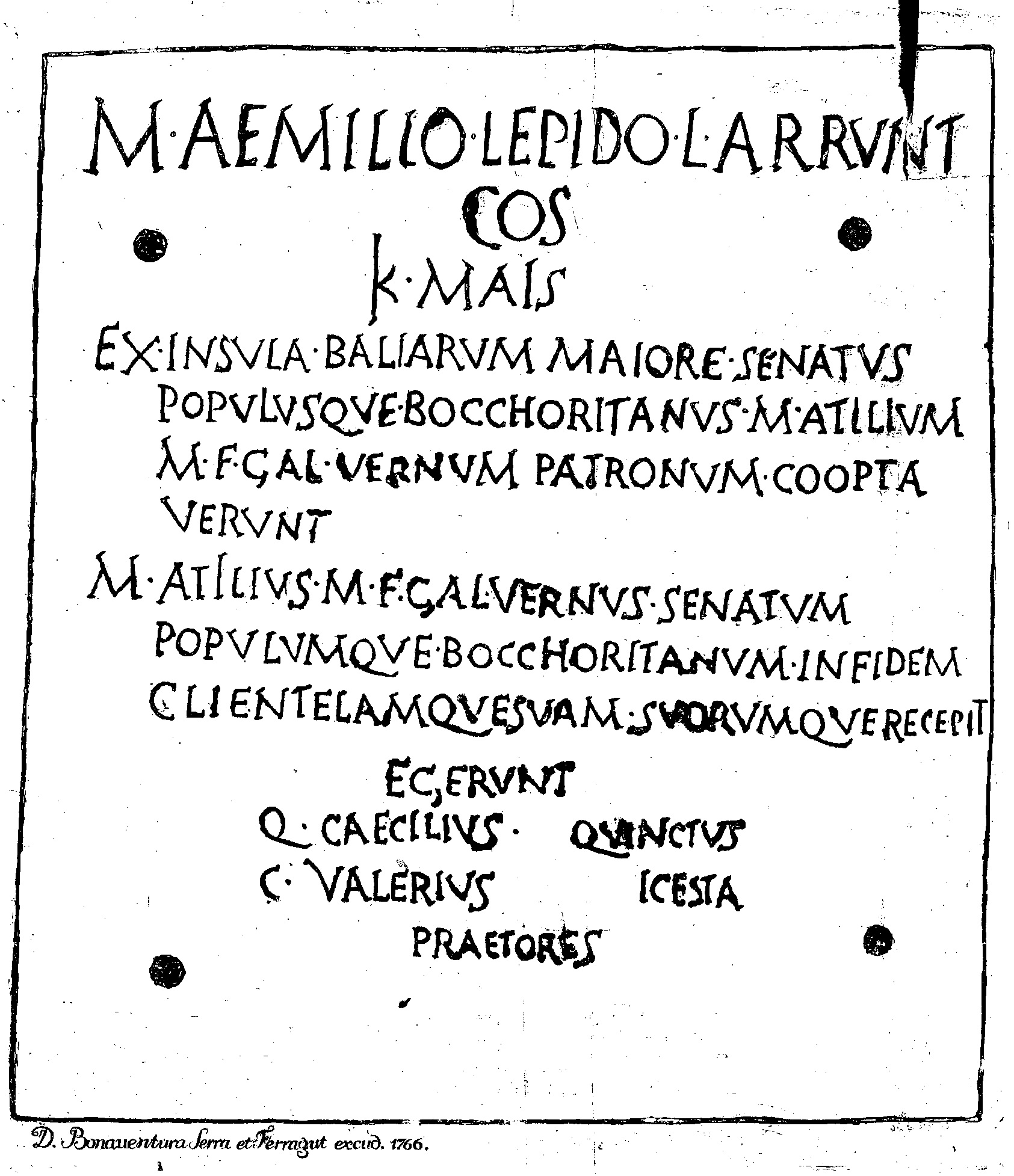
Patrocínio

Patrocínio ou clientela é uma forma de relacionamento específica na antiga sociedade romana entre o patrono (em latim: patronus; pl.: patroni) e seus clientes (em latim: cliens; pl.: clientes). A relação era hierárquica, mas as obrigações eram mútuas. O patrono era o protetor, o patrocinador e o benfeitor dos clientes, uma proteção chamada tecnicamente de patrocínio (em latim: patrocinium). Apesar de o cliente tipicamente ser de uma classe social inferior, patrono e clientes podiam ter o mesmo status, mas o primeiro seria mais rico, mais poderoso ou deter maior prestígio, o que garantia sua capacidade de ajudar ou favorecer seus clientes. Do imperador no topo até um líder municipal no fundo, os laços entre estes grupos eram expressados formalmente na definição legal das responsabilidades dos patronos em relação aos seus clientes.
Entre os benefícios que um patrono poderia conferir estavam a representação legal numa corte, empréstimos, influência em acordos comerciais ou casamentos e o apoio às candidaturas do cliente a cargos políticos ou sacerdotais. Em troca, esperava-se do cliente que oferecesse seus serviços sempre que o patrono precisasse. Um liberto podia tornar-se cliente de seu antigo mestre. Uma relação de patrocínio também poderia existir entre um general e seus soldados, um fundador e seus colonos ou um conquistador e uma comunidade estrangeira dependente.

## Natureza daclientela
Uma das maiores esferas de atividade nas relações entre patronos e clientes eram as cortes judiciais, mesmo a clientela não sendo, em si, um contrato legal, embora fosse suportada pela lei desde os primeiros anos da República Romana. A pressão para que as obrigações de cada um fossem cumpridas eram majoritariamente morais, baseadas no mos maiorum, o "costume ancestral", e nas qualidades da fides ("confiança", "boa fé") na parte do patrono e na pietas ("devoção obediente") demonstrada pelo cliente. A relação de patrocínio não era uma unidade discreta, mas uma rede, pois um patrono poderia estar ele próprio obrigado a alguém com status maior ou mais poderoso e um cliente poderia ter mais de um patrono de interesses potencialmente conflitantes. Enquanto as famílias romanas (que podiam ser também "casas" ou "famílias estendidas") eram os blocos constituintes da sociedade, as redes interligadas de patrocínio criavam complexos laços sociais.
O historiadores gregos Dionísio de Halicarnasso e Plutarco acreditavam que a regulação das relações de patrocínio era uma das primeiras preocupações de Rômulo; por isso, a relação teria se originado na própria fundação de Roma. Eles afirmam que Rômulo teria introduzido o patrocínio para formar uma relação social ligando os dois corpos distintos e naturalmente antagônicos da sociedade romana, os patrícios e os plebeus. No período inicial, patrícios serviam sempre como patronos; "patricius" ("patrício") e "patronus" ("patrono") são ligados à palavra latina "pater" ("pai"), neste caso em sentido simbólico, uma indicação da natureza patriarcal da sociedade romana. Embora outras sociedades tenham tido sistemas similares, a relação "patrono-cliente" era "peculiarmente congênita" à política romana e ao senso de "família" durante a República Romana. Um homem importante demonstrava seu prestígio (dignitas) pelo número de clientes que detinha.
Cliente e patrono não podiam processar e nem testemunhar um contra o outro e tinham que se abster de qualquer violência mútua. No início, o cliente acompanhava o patrono na guerra, sendo, neste sentido, similar ao vassalo da Idade Média. O cliente tinha que pagar o resgate do patrono se este fosse feito prisioneiro e votar pelo patrono se ele fosse candidato a um cargo público. O cliente era considerado um membro inferior da gente (em latim: gens) do patrono, com o direito de comparecer a seus serviços religiosos, e obrigado a contribuir para bancá-los. Estava também sujeito à jurisdição e disciplina da gente e tinha direito de ser sepultado no túmulo comunal da gente. Segundo Niebuhr, se um cliente morresse sem um herdeiro, o patrono herdaria suas propriedades.
Estas complexas relações de patrocínio mudaram por causa das pressões sociais no período final da República, quando termos como "patronus", "cliens" e "patrocinium" passaram a ser utilizados num sentido mais estrito do que "amicitia" ("amizade"), incluindo amizades políticas e alianças, ou "hospitium", relações recíprocas do tipo "hóspede-anfitrião" entre famílias. Pode ser bastante difícil distinguir os três termos uma vez que havia sobreposição entre seus benefícios e obrigações. A clientela tradicional começou a perder sua importância como instituição social no século II a.C. Fergus Millar duvida que esta teria sido uma força dominante nas eleições romanas como se faz parecer.
O patrocínio do período final do Império Romano era diferente do patrocínio republicano. Os patronos protegiam clientes individuais da coleta de impostos e de outras obrigações públicas. Em troca, os clientes davam-lhe dinheiro ou prestavam serviços. Em alguns casos, os clientes chegavam a ter de entregar a propriedade de suas terras ao patrono e os imperadores não foram capazes de evitar, de forma efetiva, este tipo distorcido de patrocínio.

## Patronos e os libertos
Quando um escravo era manumitado, o antigo mestre tornava-se seu patrono. O liberto (em latim: libertus) tinha também obrigações sociais para com seu patrono, que poderiam ser o seu envolvimento numa campanha eleitoral, a realização de missões específicas ou continuar uma relação de cunho sexual iniciada na servidão. Em troca, o patrono tinha a obrigação de garantir um certo nível de segurança material ao seu cliente. Permitir que um de seus próprios clientes empobrecesse ou se visse irremediavelmente preso num processo jurídico refletia muito mal sobre o patrono e diminuía seu prestígio.

## Organizações e comunidades
No final do período republicano, o patrocínio serviu como modelo para os casos nos quais um conquistador ou governador romano no estrangeiro estabelecia laços pessoas como patrono de comunidades inteiras, ligações que eram depois perpetuados como obrigações familiares. Assim, os Marcelos eram patronos dos sicilianos por que Marco Cláudio Marcelo conquistou Siracusa e a ilha toda. Estender os direitos ou a cidadania a municípios ou famílias provinciais era uma forma de aumentar o número de clientes de um patrono com objetivos políticos, como Pompeu Estrabão fez com os transpadânios. Esta forma de patrocínio, por sua vez, levou à criação do novo papel criado por Augusto, de monarca único depois do colapso da República, ao passo que ele próprio se via como um patrono de todo o império.
Várias corporações e organizações profissionais, como os colégios e as sodalitas, conferiam títulos estatutários como patronus ou pater patratus a seus benfeitores.

## Antiguidade tardia e Alta Idade Média
A importância da clientela mudou com a ordem social na Antiguidade tardia. Já no século X, clientela significava um contingente de dependentes armados prontos para fazer valer a vontade do senhor.